# Black Athena
Black Athena: The Afroasiatic Roots of Classical Civilization és un assaig controvertit de Martin Bernal, que planteja una hipòtesi alternativa sobre els orígens de la Grècia antiga i la civilització clàssica. Es compon de tres volums publicats el 1987, 1991 i 2006, respectivament. La tesi de Bernal rebat la percepció de la Grècia antiga en relació amb els seus veïns africans i asiàtics, sobretot amb l'antic Egipte i Fenícia que, d'acord amb l'autor, van colonitzar la Grècia antiga. Martin Bernal afirma que un canvi en la percepció occidental de Grècia succeí a partir del segle XVIII i que aquest canvi promogué una negació subsegüent per l'acadèmia occidental de qualsevol influència africana i fenícia significativa en la civilització grega antiga.
Black Athena ha estat fortament criticat pel món acadèmic, que sovint destaca el fet que no hi ha evidències arqueològiques d'antigues colònies egípcies a la Grècia continental o a les illes de la mar Egea. Les revisions acadèmiques de l'assaig de Martin Bernal solen rebutjar la seua forta dependència de la mitologia grega antiga, les afirmacions especulatives i el maneig de dades arqueològiques, lingüístiques i històriques. L'assaig també va ser acusat que, en reobrir el discurs del segle XIX sobre ètnies i orígens, es va convertir en part del problema del racisme i no pas de la solució que el seu autor havia imaginat. El mateix Martin Bernal fou acusat de tenir motius polítics i col·locar la Grècia de l'edat del bronze en una guerra acadèmica contra la civilització occidental.

## Tesi

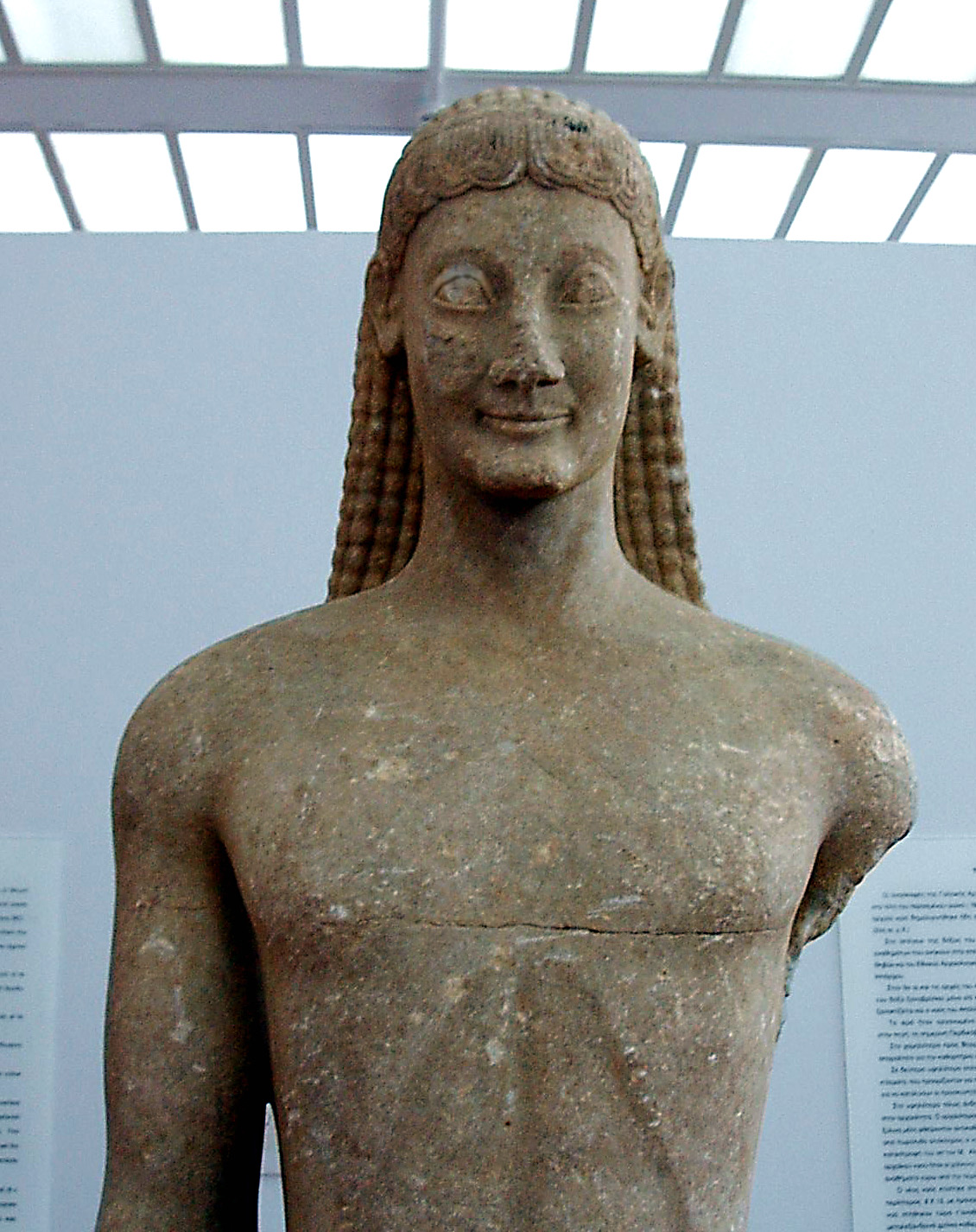
Un curos grec arcaic de Tebes en l'anomenat estil orientalitzant

### Ideologies de l'erudició clàssica
El primer tom de Black Athena descriu fil per randa els punts de vista de Martin Bernal sobre com el model antic, que reconeixia les influències egípcies i fenícies a Grècia, fou atacat durant els segles XVIII i XIX. M. Bernal es centra en quatre forces interrelacionades: la reacció cristiana, la idea de progrés, el racisme i l'hel·lenisme romàntic.

## Acollida

### Crítica
Segons Christina Riggs, Black Athena fou acceptada per afrocentristes i pels estudis postcolonials, just quan l'arqueologia, l'egiptologia i els estudis clàssics rebutjaren moltes evidències de M. Bernal i, implícitament o explícita, la seua tesi central.
No hi ha evidències arqueològiques que indiquen clarament la colonització que Martin Bernal suggereix. Ell mateix diu: "Ací, novament, s'ha de deixar clar que, com passa amb les evidències arqueològiques, no hi ha armes que fumegen. No hi ha documents contemporanis del tipus "X l'egipci/fenici arribà en aquest lloc a Grècia i hi va establir una ciutat/regne", per confirmar explícitament el model antic. Ni, tampoc, no n'hi ha altres que ho neguen". M. Bernal també dedica Black Athena a V. Gordon Childe i el seu llibre cau en el paradigma sobrepassat de Childe d'arqueologia historicocultural. Michael Shanks critica aquest enfocament desactualitzat de l'arqueologia.
Paul Oskar Kristeller, en el Journal of the History of Idees, diu que l'assaig de Martin Bernal és ple d'errors grossos i que no rebé pas les crítiques que mereix per raons polítiques.
Alguns acadèmics també han criticat el fet que Martin Bernal parla d'un poble grec antic unificat i parlar de "nacionalisme hel·lènic" i d'"orgull nacional" al segle V abans de la nostra era, que no té suport històric, perquè els grecs no van ser unificats fins al període hel·lenístic i les tensions entre diferents polis eren a vegades tan fortes que es transformaven en guerres, com ara la Guerra del Peloponnés.
L'obra generà debat en la comunitat acadèmica. Mentre alguns autors afirmen que els estudis sobre l'origen de la civilització grega es van tacar pel racisme del segle XIX, molts critiquen M. Bernal pel que perceben que és la naturalesa especulativa de la seua hipòtesi, un tractament no sistemàtic i lingüísticament incompetent d'etimologies, i un tractament ingenu del mite antic i de la historiografia. Les afirmacions fetes en Black Athena foren fortament qüestionades, entre altres, en Black Athena Revisited (1996), una col·lecció d'assaigs de Mary Lefkowitz i el seu company Guy MacLean Rogers.
Els crítics expressen els seus dubtes més forts sobre l'abordatge de Martin Bernal del llenguatge i en derivacions de mots (etimologies). L'egiptòleg John D. Ray acusà l'assaig de M. Bernal de tenir un biaix de confirmació. Edith Hall compara la tesi de M. Bernal sobre el mite dels déus de l'Olimp vencent els Titans i Gegants, que ja va ser pensat com un record històric de l'Homo sapiens assumint el lloc del neandertal. Afirma que aquest enfocament històric del mite pertany al segle XIX.
Altres estudiosos remarquen la manca d'evidències arqueològiques en la tesi de Martin Bernal. L'egiptòleg James Weinstein apunta que hi ha molta poca evidència que els antics egipcis eren un poble colonitzador en el tercer mil·lenni i segon mil·lenni abans de la nostra era. A més, no hi ha pas evidències de colònies egípcies en el món Egeu. Weinstein acusa M. Bernal de confiar sobretot en les seues interpretacions dels mites grecs, així com en interpretacions distorsionades de les dades arqueològiques i històriques.